# نیکو فرریکس
نیکو فرریکس (به انگلیسی: Nico Freriks) با نام کامل نیکو پتروس یوهانس فرریکس (متولد ۲۲ دسامبر ۱۹۸۱ در یدون، برابانت شمالی) والیبالیست اهل هلند عضو تیم ملی والیبال هلند و باشگاه پیکان تهران است.
نیکو در مسابقات انتخابی المپیک ۲۰۰۴ در اسپانیا به عنوان بهترین پاسور این رقابت‌ها معرفی شد.

## باشگاهی
او سابقه حضور در باشگاه‌های هوفوک هورست هلند، فالوپا ویرت هلند، تالنت هلند، نولیکو بلژیک، اومنی ورلد هلند، هیپو تیرول اتریش، روزلار بلژیک، ونگل لهستان، اونیکاخا آلمریا اسپانیا، لوکوموتیو بلگرود روسیه، مورسر آلمان، بانکا لانوتی ایتالیا، بووه فرانسه، کاله و پیکان ایران را دارد.
نیکو پس از نیم فصل حضور درخشان در کاله به پیکان اما در فصل بعد دوباره به کاله بازگشت.